# Gawain Carew

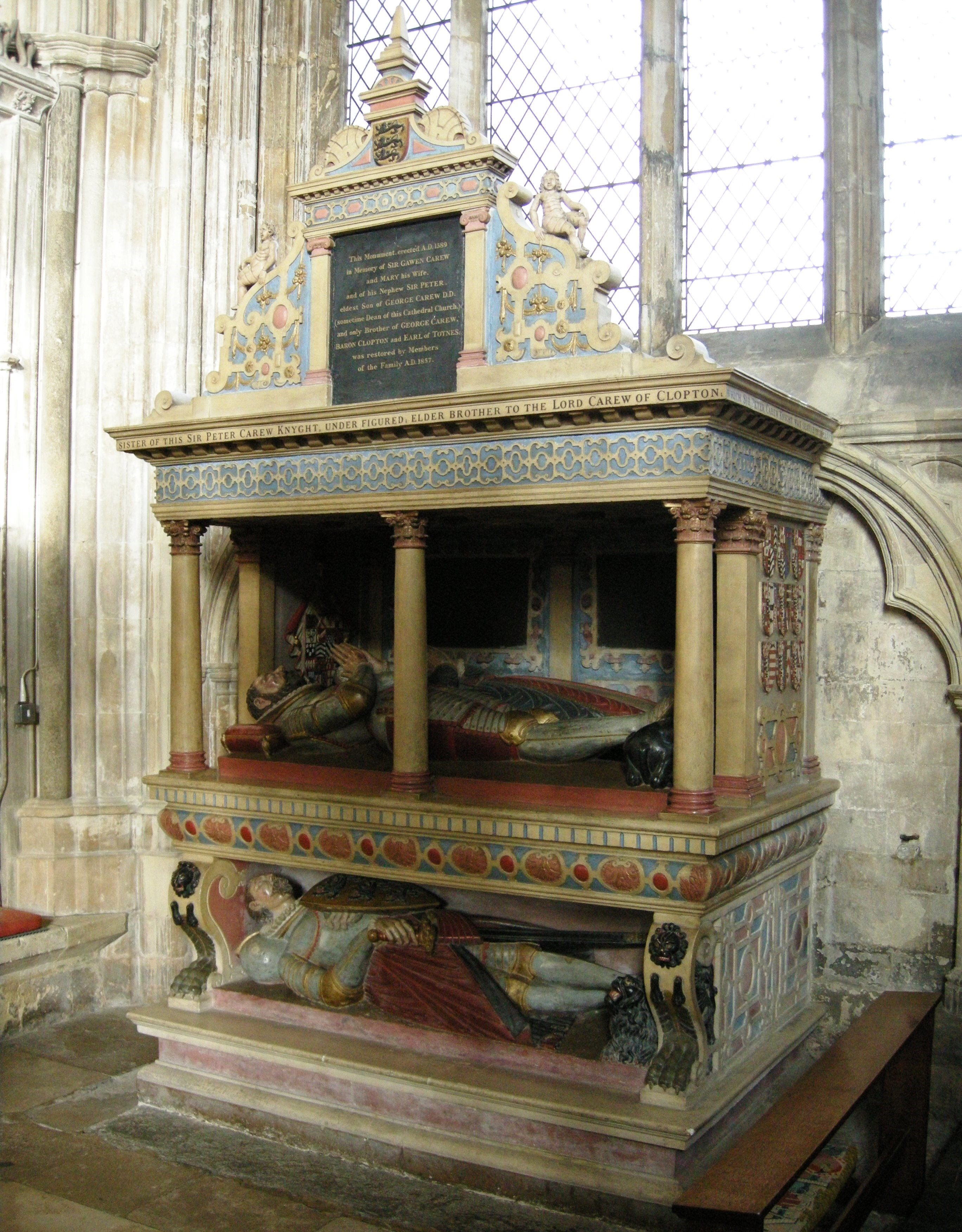
Grabdenkmal von Gawain Carew in der Kathedrale von Exeter

Sir Gawain Carew (auch Gawen Carew) (* um 1503; † vor 30. Juni 1585) war ein englischer Adliger, Militär und Politiker, der mindestens viermal als Abgeordneter für das House of Commons gewählt wurde.

## Herkunft und Jugend
Gawein Carew entstammte der Familie Carew, einer alten Familie der Gentry, die seit dem späten Mittelalter in Südwestengland ansässig war. Er war der vierte Sohn von Sir Edmund Carew aus Mohun's Ottery und dessen Frau Catherine Huddesfield. Sein Vater fiel bereits 1513 im Krieg in Frankreich. In seinem kurz zuvor erlassenen Testament hatte er besondere Verfügungen für seine beiden jüngeren Söhne George und Gawain gemacht, die er seinem älteren, zum Zeitpunkt seines Todes etwa 30 Jahre alten Sohn Nicholas Carew anvertraute. Er hinterließ nicht nur Geld für deren Erziehung, sondern jeweils auch £ 200, die ihnen bei ihrer Heirat übergeben werden sollten. Nicholas Carew übergab seine beiden jungen Brüder offenbar dem mit ihm verwandten Henry Courtenay, 1. Earl of Devon, in dessen Haushalt sie aufwuchsen.

## Aufstieg als Politiker und Militär unter Heinrich VIII.
Im Oktober 1532 versuchte Carews Schwager, der Duke of Suffolk, ihm das Amt des Sheriffs von Devon zu verschaffen, was jedoch scheiterte. Als jüngerer Sohn hatte er keinen Landbesitz geerbt, so dass er stattdessen mit Holz, Wein und mit dem Metall von eingeschmolzenen Kirchenglocken handeln musste. 1538 wurde er verhaftet, weil er zusammen mit einem Diener einen Gegner mit dem Degen erstochen und einen anderen schwer verwundet hatte. Offenbar wurde er für diese Tat jedoch nicht weiter verurteilt. Im Januar 1540 gehörte er zu dem Empfangskomitee, das Anna von Kleve, die neue Frau von König Heinrich VIII., bei ihrer Ankunft in Blackheath begrüßte. Im selben Jahr konnte er die Ländereien der in der Reformation aufgelösten Launceston Priory in Cornwall pachten. Obwohl er wohl meistens in London oder am Königshof lebte, hatte er durch seine eigene Familie und durch die Familien seiner Ehefrauen gute Kontakte nach Devon, wo er bei der Unterhauswahl 1542 vermutlich erstmals als Knight of the Shire gewählt wurde. Als es 1543 zum Krieg mit Frankreich kam, sollte Carew vier Reiter und vier Infanteristen aufstellen und unter dem Duke of Norfolk in den Niederlanden dienen. 1544 nahm er an der erfolgreichen Belagerung von Boulogne teil, während er 1545 als Kommandant des Kriegsschiffs Matthew Gonson an der Seeschlacht im Solent teilnahm, bei der sein Neffe George Carew als Admiral mit der Mary Rose sank. Am 20. Januar 1545 war er als Knight of the Shire von Devon wiedergewählt worden, und vermutlich aufgrund seiner Militärdienste wurde er zwischen dem 29. März und dem 18. Oktober 1545 zum Ritter geschlagen. Von 1540 bis 1547 oder 1549 gehörte er den Gentlemen Pensioneers an. 1542 hatte er im Prozess gegen die Königin Catherine Howard gegen sie ausgesagt, ebenso im Januar 1547 gegen den angeklagten Earl of Surrey. Carew war ein überzeugter Protestant geworden, der im April 1543 zu den Protestanten gehörte, die vor dem Privy Council das Recht verteidigten, während der Fastenzeit Fleisch zu essen. Weil er fälschlicherweise behauptet hatte, dazu eine königliche Erlaubnis zu haben, erhielt er jedoch eine Rüge. Am 19. Oktober 1545 wurde er Verwalter der Besitzungen des 1538 verurteilten Marquess of Exeter, in dessen Haushalt er  aufgewachsen war.

## Rolle bei der Niederschlagung der Prayer Book Rebellion
Mit dem Tod von Heinrich VIII. im Januar 1547 wurde das Parlament aufgelöst, doch aufgrund seiner zahlreichen Beziehungen und vielleicht auch wegen seiner überzeugten Haltung als Protestant wurde Carew im Herbst 1547 erneut als Knight of the Shire von Devon gewählt. 1547 wurde er Friedensrichter von Devon, im selben Jahr wurde er für ein Jahr Sheriff der Grafschaft. Als im Juni 1549 erste Nachrichten von katholisch motivierten Unruhen in Südwestengland London erreichten, schickte ihn der Lordprotektor Somerset zusammen mit seinem Neffen Peter Carew nach Devon, wo sie Sheriff Sir Thomas Denys bei der Wiederherstellung der Ordnung unterstützen sollten. Sie sollten aber ausdrücklich eine vermittelnde Haltung einnehmen und keine Gewalt anwenden. Nachdem Verhandlungen mit den Rebellen bei Crediton jedoch gescheitert waren, kam es zu gewalttätigen Ausschreitungen und schließlich zur sogenannten Prayer Book Rebellion. Carew hoffte jedoch weiterhin, die Rebellion friedlich beenden zu können. Zusammen mit Sheriff Denys, der sein Neffe war, und mit Sir Hugh Pollard bot er den Rebellen bei Clyst St Mary erneut Verhandlungen an, die jedoch wegen der Gewaltbereitschaft der Rebellen rasch scheiterten. Carew bestärkte nun John Russell, 1. Baron Russell, der die Rebellion nun niederschlagen sollte, die Rebellen bei Fenny Bridges anzugreifen, um das belagerte Exeter zu entsetzen. In einer verlustreichen, doch für die Regierung siegreichen Schlacht wurde Carew durch einen Pfeil am Arm verwundet. Dennoch übernahm er weiterhin eine führende Rolle bei der Niederschlagung der Rebellion. Dafür wurde Carew mit beschlagnahmten Besitzungen von Humphry Arundell von Lanherne sowie mit Tiverton Castle belehnt. Ende 1550 erhielt er zusammen mit Baron Russell, seinem Neffen Peter Carew und mit Richard Duke die wertvolle Lizenz, im Exmoor und im Dartmoor nach Eisenerz und Kohle zu graben.

## Verwicklung in die Wyatt-Verschwörung unter Maria der Katholischen
Im März 1553 kandidierte Carew offenbar nicht erneut für das House of Commons, und nach dem Tod von Eduard VI. unterstützte Carew offenbar seinen Neffen Peter Carew, der in Devon die Thronfolge von Maria der Katholischen proklamierte. Schon bald unterstützte Peter Carew jedoch die Wyatt-Verschwörung, in die auch Gawain Carew verwickelt wurde. Die Verschwörung scheiterte jedoch rasch. Während Peter Carew ins Exil flüchten konnte, wurde Gawain Carew zusammen mit anderen Verschwörern verhaftet. Nachdem er einen Monat im Gefängnis von Exeter verbracht hatte, wurde er am 3. März 1554 in den Tower of London gebracht. Dennoch wurde ihm nicht der Prozess gemacht, obwohl im September 1554 in Exeter Papiere gefunden wurden, die ihn stark belasteten. Am 17. Januar 1555 wurde er gegen eine Kaution von £ 500 freigelassen. Am 22. Mai 1555 sollte er sich in London für ein Verfahren gegen ihn bereithalten, und zwei Wochen später erhielt er die Erlaubnis, nach Devon zurückzukehren, um zuvor seine Angelegenheiten zu ordnen. Im Juli wurde er jedoch ohne weiteres Verfahren begnadigt. Danach betätigte er sich bis zum Tod von Königin Maria nicht weiter politisch.

## Politiker unter Elisabeth I.
Als nach dem Tod von Maria I. deren Halbschwester Elisabeth I. den Thron bestieg, wurde Carew Anfang 1559 wohl mit Unterstützung des in Devon einflussreichen Earl of Bedford als Abgeordneter für das Borough Plympton gewählt, dazu wurde er wieder Friedensrichter für Devon. Obwohl er offiziell zum Haushalt der neuen Königin gezählt wurde, lebte er weiterhin hauptsächlich in Devon und galt zusammen mit Bedford und mit Sir Nicholas Throckmorton zu den wichtigsten Unterstützern des Thronanspruchs der Königin in Südwestengland. Bei der Unterhauswahl 1563 wurde er wieder als Knight of the Shire für Devon gewählt. Die Königin belohnte seine Treue 1565 mit einer jährlichen Pension von 100 Mark. Wie Bedford gehörte Carew nun zu den radikalen Protestanten, der zusammen mit Peter Carew William Alley, den Bischof von Exeter, während einer Predigt vor wütenden Bürgern schützen musste. Dabei war Carew offenbar intensiv als Kaufmann in Exeter tätig, während sein Bruder George Carew inzwischen zum Dekan von Exeter aufgestiegen war. Im House of Commons trat er jedoch offenbar nicht politisch hervor und kandidierte bei den Wahlen ab 1571 nicht mehr. Ab 1569 diente er als Deputy Lieutenant für Devon und Cornwall.

## Ehen und Erbe
Carew war dreimal verheiratet. In erster Ehe heiratete er nach dem 28. Januar 1531 Anne, die Witwe von Sir John Shilston aus Wood und Tochter von Sir William Brandon. Nach deren Tod heiratete er vor Juli 1540 Mary († 1558), die Witwe von Sir Henry Guildford von Leeds Castle und Tochter von Sir Robert Wotton aus Boughton Malherbe in Kent. In dritter Ehe heiratete er vor Dezember 1565 Elizabeth, eine Tochter von Sir John Norwich. Er starb über 80-jährig wenige Wochen vor dem 30. Juni 1585. Seinem Wunsch nach wollte er in der Kathedrale von Exeter begraben werden, wo später ein Grabdenkmal für ihn errichtet wurde. Da seine drei Ehen kinderlos blieben, hatte er seinen Grundbesitz seiner dritten Ehefrau und nach deren Tod seinem entfernten Cousin George Carew vermacht. 